# Johan Foltmar
Johan Foltmar (ca. 1714 – 26. april 1794) var en dansk organist, komponist og eddikebrygger.
Han var næstældste søn af Johan Voltmar, der var indvandret til København ca. 1711. Hans brødre Herman Friedrich Voltmar, Christian Ulrik Foltmar og Christoffer Foltmar var alle ”noget ved musikken”.
Allerede som ung var Johan Foltmar en agtet musiker i det københavnske miljø. Han var f.eks. en af lederne af Det musikalske Societet (Danmarks første musikforening), der blev stiftet 1744 sammen med bl.a. Holberg, Johannes Erasmus Iversen og Johann Adolph Scheibe. Nogle år senere i 1768, nævnes han som æresmedlem af det nye Musicaliske Selskab sammen med blandt andet Scheibe og Johannes Ewald.
I 1747 søgte han jobbet som assistent for organisten ved Trinitatis Kirke, komponist, hofpoet, hofviolon og hoforganist Peder Sparkiær, der måske nok kunne trænge til lidt aflastning. I 1752 overtog han så stillingen som organist, men den kastede ikke mange penge af sig, og derfor søgte Foltmar andre indtægtskilder. I 1760’erne havde han eneret på fremstillingen af vineddike i København, og han forsøgte sig også med frugtavl og en planteskole. Han skulle jo forsørge sin familie med kone og 3 børn. Da den yngste blev døbt den 13. oktober 1755 i Trinitatis Kirke var selveste Danmarks dronning Juliane Marie gudmor, prinsesse Sophia Magdalene holdt huen og kong Frederik 5., kronprins Christian (den senere Christian 7.) og arveprins Frederik var faddere. Foltmarfamilen havde gode forbindelser til kongehuset. Johan Foltmar spillede f.eks. fløjte i 1748 da der holdtes en koncert i anledning af dronningens fødselsdag. Han spillede også med ved kong Frederik 5, begravelse i 1766.

## Kompositioner
- adskillige arier og åndelige sange
- Aria, Andante Min største Lyst og Tidsfordriv, som senere brugtes i skuespillet Genboerne
- Murkier (murquien = en populær musikform med ustandseligt trommende oktavfigurer i venstre hånd)
- Menuetter
- kammermusik for bl.a. fløjte
- 12 engelske danse for 2 violiner og bas
- fire håndskrevne koralbøger fra Holmens Kirke og Trinitatis Kirke